# ポウィス侯爵
ポウィス侯爵（英:Marquess of Powis）は、かつて存在したイギリス（ウェールズ）の侯爵位。イングランド貴族爵位。第3代ポウィス男爵ウィリアム・ハーバートが1687年に叙されたが、1748年に廃絶した。ペンブルック伯爵家の分家筋であった。
本項では、前身となったポウィス男爵についても触れる。

## 歴史

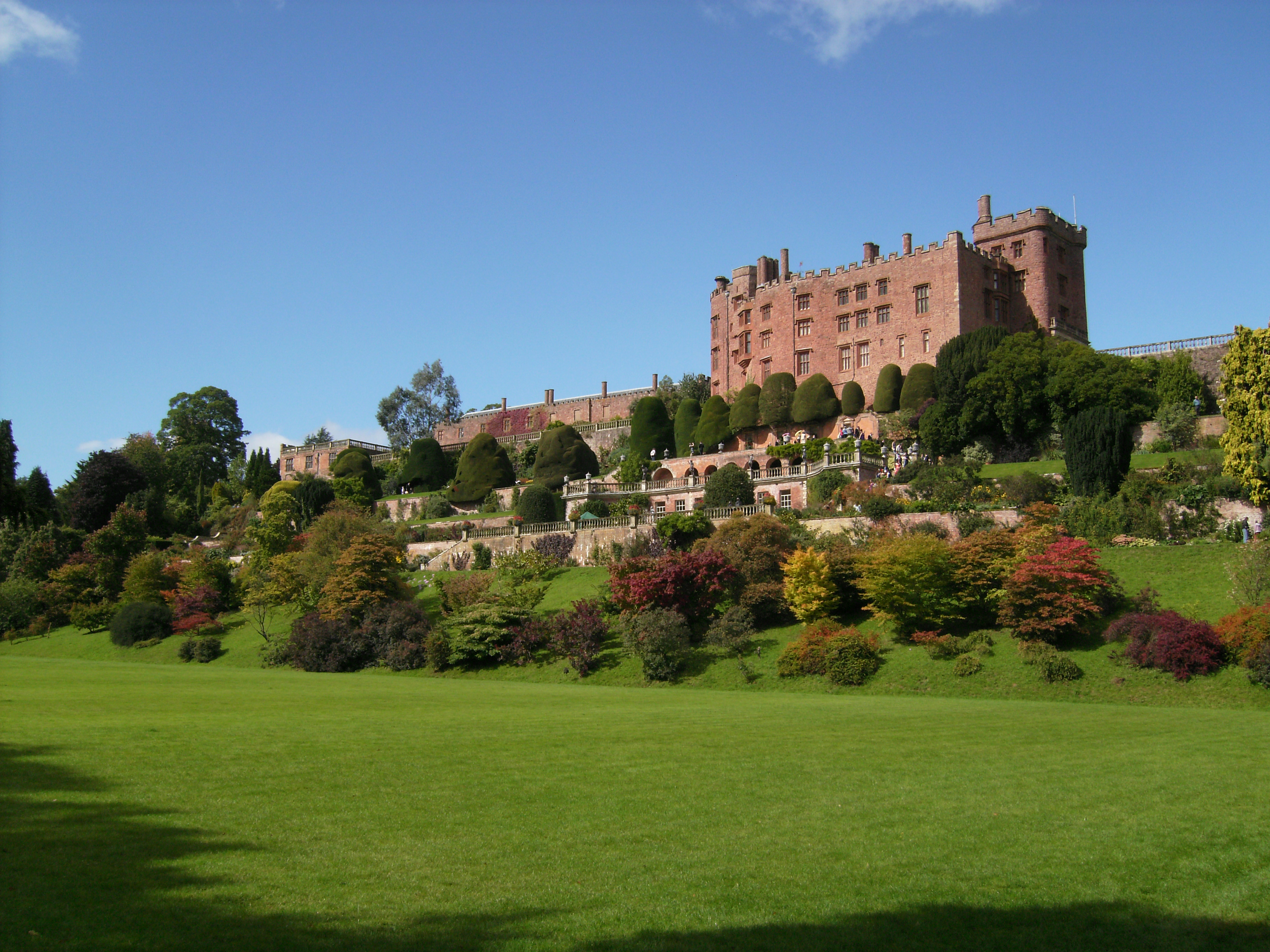
一族のかつての邸宅であるポウィス城。現在は、その末裔であるポウィス伯爵家の居城。

ポウィス侯爵家の祖エドワード・ハーバート(1542?-1595) はペンブルック伯爵家の次男として生まれ、オールド・セイラム選挙区選出の庶民院議員を務めた。
その子ウィリアム・ハーバート(1573-1655) は父同様に庶民院議員を務めたのち、1629年4月2日にイングランド貴族としてモンゴメリー州ポウィスのポウィス男爵 (Baron Powis, of Powis in the County of Montgomery) に叙された。初代男爵のあとは、その息子パーシーが爵位を継承した。

2代男爵パーシー (1598-1667) は、襲爵前の1622年11月16日にイングランド準男爵位の（モンゴメリー州レッドカッスルの）準男爵 (Baronet, of Redcastle in the County of Montgomery) に叙されている。

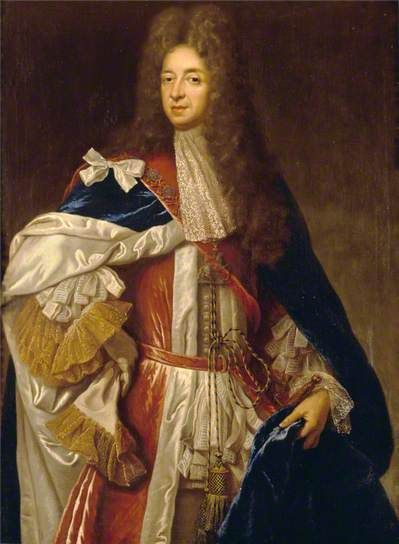
初代侯爵ウィリアム・ハーバート。ジャコバイトとして活動した。

3代男爵ウィリアム (1626-1696) は国王ジェームズ2世の近臣として活躍し、1674年4月4日にモンゴメリー州ポウィスのポウィス伯爵 (Earl of Powis, of Powis in the County of Montgomery) に陛爵した。彼はさらに1687年3月24日にポウィス侯爵に昇叙するとともに、併せてモンゴメリータウンのモンゴメリー子爵 (Viscount Montgomery, of the Town of Montgomery) を授けられている。これら一連の爵位はすべてイングランド貴族爵位である。初代侯ウィリアムは名誉革命が起こると、廃位されたジェームズ2世に従った。彼は大僭称者ジェイムズ・ステュアートのフランス亡命を成功させた功績から、ジャコバイト貴族爵位の「ポウィス公爵」及び「モンゴメリー侯爵」に叙爵された。ただし、政府からは1689年7月に私権剥奪を受けており、父祖の地所や爵位は没官となった。
なお、その子ウィリアム (1660-1745) も父の動向によってロンドン塔に収監されたのち、法外者宣告及び追放に処された。彼は続く1715年ジャコバイト蜂起に際して再逮捕されたが、後年は所領の一部や居城たるポウィス城、及び父のポウィス侯爵位の回復に成功した。彼ののちは、その息子ウィリアムが爵位を相続した。
しかし3代侯爵ウィリアム (1698-1748) が子のないまま1748年に死去すると、すべての爵位と準男爵位は廃絶した。なお、一族の所領や居城は遠縁のヘンリー・ハーバート (1703-1772) に継承されているが、これが第2期のポウィス伯爵叙爵へとつながる。(→その後の歴史は、ポウィス伯爵を参照)

## 一覧

### ポウィス男爵（1629年）
- 初代ポウィス男爵ウィリアム・ハーバート（英語版） (c. 1573–1656)
- 第2代ポウィス男爵パーシー・ハーバート（英語版）(c. 1600–1667) (1622年に(レッドカスルの)準男爵叙爵)
- 第3代ポウィス男爵ウィリアム・ハーバート (1626–1696) (1674年にポウィス伯爵、1687年にポウィス侯爵叙爵)

### ポウィス侯爵（1687年）
- 初代ポウィス侯爵ウィリアム・ハーバート (1626-1696)
- 第2代ポウィス侯爵ウィリアム・ハーバート（英語版） (1660-1745)
- 第3代ポウィス侯爵ウィリアム・ハーバート (1698-1748) (1748年にポウィス侯爵・男爵位廃絶)